# Calle Omar Mukhtar
La calle Omar Mukhtar (en  árabe: شارع عمر المختار) es la calle principal de la ciudad de Gaza, que va desde la Plaza de Palestina hasta el puerto de Gaza en el barrio Rimal, separando los barrios de al-Daraj y Zeitún de la Ciudad Vieja. La zona hotelera de Gaza es una parte de la calle Omar Mukhtar y la mayor parte de los edificios más importantes de Gaza se encuentran a lo largo de la misma. Construida durante la Primera Guerra Mundial por el gobernador otomano Jamal Pasha, la calle fue llamada originalmente en su honor. Sin embargo, a raíz de la expulsión de las fuerzas otomanas de Palestina en 1917, el ayuntamiento de Gaza encabezado por Fahmi al-Husseini llamó a la calle en honor de Omar Mukhtar, un líder revolucionario de Libia.